# Konolfingen
Konolfingen är en ort och kommun i distriktet Bern-Mittelland i kantonen Bern, Schweiz. Kommunen har 5 490 invånare (2023).
I kommunen finns även orten Gysenstein.